# Xã Jackson, Quận Sullivan, Missouri
Xã Jackson (tiếng Anh: Jackson Township) là một xã thuộc quận Sullivan, tiểu bang Missouri, Hoa Kỳ. Năm 2010, dân số của xã này là 438 người.